# Чичково уље
Чичково уље добија се из листова биљке, као и из корена, премда је корен више коришћен у те сврхе. Добија се хладном екстракцијом и има сладак и оштар укус.

## Порекло
Чичак (Аrctium) из породице Asteraceae има тамнозелене листове, танку зелену стабљику на чијем врху цвета љубичаста округла главичаста цваст. Цвета током јула па све до октобра месеца.
Широко је распрострањен, расте на земљи богатом хумусом. Расте од Скандинавије до Медитерана, Русије, Азије, Кине, Јапана и Индије.

## Опште користи
Корен Чичка је хрскав и има благо сладак укус. 100г садржи 72 калорије, 0,2г масти, 17г угљених хидрата и 1,5г протеина. У себи садржи гвожђе, калцијум, магнезијум, натријум и калијум. А од витамина у његов састав улазе витамин А, витамин Ц, витамин Д и комплекс Б-6 витамина. Најпознатији производ ове биљке је Чичково уље.Добија се комбинацијом корена са биљним уљима, најчешће се у ту сврху користи маслиново уље. Процес хладне екстракције омогућава нутритијентима из корена да се даље развију кроз уље и добију на пуној снази.Чичково уље је богато фитостеролима и масним киселинама. Често се помиње и користи у алтернативној медицини за лечење и превенцију. 

## Добијање
Чичково уље је могуће направити код куће. Све што је потребно је пар гранчица чичковог корена, маслиново уље и стерилна посуда.
Припрема: Исецкани корен ставити у стерилну посуду, а затим додати маслиново уље. Напуњену посуду ставити на тамно и хладно место. Корену је потребно 6 недеља како би испустио све добре материје. Како би избегли стварање мехурића, посуду је потребно отворити једном недељно. Након 6 недеља одстранити остатке корена и уље процедити. ’’’Чичково уље’’’ је потребно чувати у тамној посуди и на хладном месту.

## Лековито дејство
Здравствене предности су бројне, набројаћемо нека од лековитих својстава које чичково уље има:
Диуретик (повећава мокрење), користи се за негу коже, помаже код стања екцема, псоријаза и акни, за раст косе, лечи болно грло и прехладу, користи се као лаксатив, стимулише имуни систем,смањује шећер у крви, користи се у превенцији срчаних обољења, има против упално дејтво, снижава температуру, има значајно дејство у превенцији појединих облика канцера...